# 안일초등학교 (경기)
안일초등학교(安一初等學校)는 대한민국 경기도 안양시 만안구에 있는 공립 초등학교이다.

## 학교 연혁
- 2001년 4월 13일 안일초등학교 설립인가
- 2002년 3월 2일 개교식 및 시업식(21학급 908명)
- 2014년 3월 1일 제5대 조전희 교장 취임
- 2015년 2월 13일 제13회 졸업식(5학급, 132명)
- 2015년 3월 2일 30학급 편성(특수학급1학급 포함)